# Žurge
Žurge je naselje u slovenskoj Općini Osilnici. Žurge se nalazi u pokrajini Dolenjskoj i statističkoj regiji Jugoistočnoj Sloveniji. 

## Stanovništvo
Prema popisu stanovništva iz 2002. godine naselje je imalo 7 stanovnika.